# Emiri di al-Andalus
Dopo che ʿAbd al-Raḥmān ibn Muʿāwiya, che era uno dei pochi omayyadi scampati alla strage della rivoluzione abbaside di Abū l-ʿAbbās al-Saffāḥ, e da Damasco si era rifugiato in Palestina, poi in Egitto ed infine in Ifriqīya, dove poteva contare sull'appoggio dei Berberi (tribù di origine della madre), ed infine era passato sulla penisola iberica ed aveva sconfitto l'ultimo Wali di al-Andalus, Yūsuf ibn ʿAbd al-Raḥmān al-Fihrī, nella battaglia di al-Musara, presso Cordova, il 15 maggio del 756, facendosi proclamare Emiro di al-Andalus anziché, come pure avrebbe forse potuto, califfo, prendendo possesso del Palazzo (Alcázar, dall'arabo al-Qaṣr) governatorale di Cordova, che trasformò nella sua residenza.
Questa è la lista degli Emiri omayyadi di al-Andalus
1. ʿAbd al-Raḥmān ibn Muʿāwiya (757-788)
2. Hishām I (788-796)
3. al-Ḥakam I (796-822)
4. ʿAbd al-Raḥmān II (822-852)
5. Muḥammad I (852-886)
6. al-Mundhir ibn Muḥammad (886-888)
7. ʿAbd Allāh ibn Muḥammad (888-912)
8. ʿAbd al-Raḥmān III (912-929)

Dal 929 l'Emirato si trasformò in Califfato e lo stesso ʿAbd al-Raḥmān III assunse il  laqab di "al-Nāṣir li-dīn Allāh".